# Wolfgang Treu (Kameramann)
Wolfgang Treu (* 12. April 1930 in Hamburg; † 1. Januar 2018 ebenda) war ein deutscher Kameramann.

## Leben und Werk

Wolfgang Treu bei einem Filmlicht-Seminar im Filmhaus Hamburg, Feb. 1982

Wolfgang Treus Eltern waren der Versicherungskaufmann Wolfgang Paul Treu und dessen Ehefrau Victoria, geborene von Karpf. In Berlin besuchte er bis 1942 das Gymnasium. Nach der Trennung seiner Eltern war er in mehreren Internaten in Süddeutschland untergebracht.
Nach dem Ende des Zweiten Weltkrieges, den er trotz einer Einberufung zum Volkssturm nicht mehr mitmachte, ließ er sich in Lütjenburg drei Jahre zum Fotografen ausbilden. Bei dem Hamburger Kulturfilm-Produzenten Alfred Ehrhardt folgte eine Ausbildung als Kameramann. Wolfgang Treu drehte kleine Dokumentar- und Werbefilme und war von 1958 bis 1962 Kameraassistent bei Heinz Pehlke.
Mit dem Fernsehfilm Die achte Runde unter der Regie von Eberhard Itzenplitz gab er sein Debüt als Chefkameramann. Neben Fernsehfilmen und -serien lieferte er die Bilder zu den vielbeachteten Spielfilmen Alle Jahre wieder, Das Schloß und Trotta. Treu bemühte sich immer wieder, mit möglichst wenig Zusatzlicht auszukommen, was den Bildern seiner Farbfilme, wie in Der Fußgänger, eine gewisse Grobkörnigkeit und farbliche Diffusität verlieh.
Wolfgang Treu, der auch viele Werbefilme aufnahm, wirkte seit 1993 als Lehrbeauftragter an verschiedenen Filmhochschulen, unter anderem am Institut für angewandte Medien in Hamburg. Im Juli 2000 ernannte ihn die Filmakademie Baden-Württemberg zum Honorarprofessor. Von 1993 bis 2000 war er Präsident des Bundesverbandes Kamera, danach Ehrenpräsident. Er gehörte 2003 zu den Gründungsmitgliedern der Deutschen Filmakademie.
Wolfgang Treu war seit 1955 mit Ellinor Busch verheiratet und Vater eines Sohnes (* 1961). Treu starb am Neujahrstag 2018 im Alter von 87 Jahren in seiner Geburtsstadt Hamburg.

## Filmografie
- 1962: Die achte Runde (Fernsehfilm)
- 1962: Das ozeanische Fest (Fernsehfilm)
- 1962–1964: Hafenpolizei (Fernsehserie)
- 1962: Hütet eure Töchter!
- 1963: Der Tod wählt seine Nummer
- 1963: Die Rache des Jebal Deeks (Fernsehfilm)
- 1964: Der Prozeß Carl von O. (Fernsehfilm)
- 1964: Hotel Iphigenie (Fernsehfilm)
- 1965: Eine reine Haut (Fernsehfilm)
- 1965: Die Katze im Sack (Fernsehzweiteiler)
- 1965: 4 Schlüssel
- 1966: Irrungen – Wirrungen (Fernsehfilm)
- 1966: O süße Geborgenheit
- 1966: Jan Himp und die kleine Brise
- 1966: Corinne und der Seebär (Fernsehfilm)
- 1966: S.O.S. – Morro Castle
- 1966: Gesellschaftsspiel (Fernsehfilm)
- 1967: Hochspannung (Fernsehfilm)
- 1967: Der Mann aus dem Bootshaus (Fernsehfilm)
- 1967: Alle Jahre wieder
- 1967: Play Bach (Fernsehfilm)
- 1967: Verbotenes Spiel (Fernsehfilm)
- 1967: Jetzt schlägt’s 13 (Fernsehfilm)
- 1968: Don Kosaken (Fernsehfilm)
- 1968: Duo (Fernsehfilm)
- 1968: Solo für einen Dirigenten (Fernsehfilm)
- 1968: Das Schloß
- 1969: Kapitän Harmsen (Fernsehserie)
- 1969: Die Ballade vom Cowboy (Fernsehfilm)
- 1969: Lieber Erwin (Fernsehfilm)
- 1969: Weh’ dem, der erbt (Fernsehfilm)
- 1969: Giselle (Fernsehfilm)
- 1970: Maximilian von Mexiko (Fernsehzweiteiler)
- 1970: Die Journalistin (Fernsehserie)
- 1970: Der Polizeiminister (Fernsehfilm)
- 1970: Hanna Lessing (Fernsehfilm)
- 1971: Seine Majestät Gustav Krause (Fernsehfilm)
- 1971: Top Secret (The Salzburg Connection)
- 1971: Trotta
- 1971: Jürgen Roland’s St. Pauli-Report
- 1971: Das Herz aller Dinge (Fernsehfilm)
- 1972: Sonderdezernat K1 – Vier Schüsse auf den Mörder (Fernsehserie)
- 1972: Eine Frau bleibt eine Frau. Zehn Geschichten mit Lilli Palmer (Fernsehfilm)
- 1972: Sonderdezernat K1 – Vorsicht – Schutzengel! (Fernsehserie)
- 1972: Sonderdezernat K1 – Mord im Dreivierteltakt (Fernsehserie)
- 1972: Die Fledermaus (Fernsehfilm)
- 1973: Im Reservat (Fernsehfilm)
- 1973: Der Fußgänger
- 1973: Reigen
- 1973: Die Gräfin von Rathenow (Fernsehfilm)
- 1973: Das fliegende Klassenzimmer
- 1973: Eine Frau bleibt eine Frau. Neue Geschichten mit Lilli Palmer (Fernsehfilm)
- 1973: Der zerbrochne Krug (Fernsehfilm)
- 1974: Als Mutter streikte
- 1974: Salome (Fernsehfilm)
- 1974: Comenius (Fernsehfilm)
- 1974: Madame Butterfly (Fernsehfilm)
- 1975: Lokalseite unten links (Fernsehserie)
- 1975: Die Verschwörung des Fiesco zu Genua (Fernsehfilm)
- 1975: Der Kommissar – Der Mord an Dr. Winter (Fernsehserie)
- 1975: Der Biberpelz (Fernsehfilm)
- 1976: Whispering Death – „Der flüsternde Tod“
- 1976: Nordsee ist Mordsee
- 1976: Eine Frau bleibt eine Frau. Drei Geschichten mit Lilli Palmer (Fernsehfilm)
- 1976: Der junge Freud (Fernsehfilm)
- 1976: Unordnung und frühes Leid
- 1976: Sucht mich nicht, macht weiter (Fernsehfilm)
- 1977: Auf der Suche nach dem Glück (Fernsehfilm)
- 1977: Seltsam sind des Glückes Launen (Fernsehfilm)
- 1977: Der Tod des Camillo Torres oder Die Wirklichkeit hält viel aus (Fernsehfilm)
- 1977: Arabella (Fernsehfilm)
- 1978: Moritz, lieber Moritz
- 1978: Jugend, Liebe und die Wacht am Rhein (Fernsehfilm)
- 1978: L’Orfeo (Fernsehfilm)
- 1978: Ariadne auf Naxos (Fernsehfilm)
- 1978: Erzählung eines Unbekannten (Fernsehfilm)
- 1978–1982: Kümo Henriette (Fernsehserie)
- 1979: Die Krönung der Poppea (Fernsehfilm)
- 1979: Die wunderbaren Jahre
- 1979: Falstaff (Fernsehfilm)
- 1979: Egon Schiele (Fernsehfilm)
- 1979: Die Heimkehr des Odysseus (Fernsehfilm)
- 1981: Achtung Zoll (Fernsehserie)
- 1981: Das Boot (Zusatzaufnahmen)
- 1981: Hänsel und Gretel (Fernsehfilm)
- 1981: Die Wildente (Fernsehfilm)
- 1981: Ein Fall für zwei – Die große Schwester (Pilotfilm zur Fernsehserie)
- 1982: Wir haben uns doch mal geliebt (Fernsehfilm)
- 1982: Ausgestoßen. An uns glaubt Gott nicht mehr (Fernsehfilm)
- 1982: Egmont
- 1982: Kärnten 1966–1976 (Fernsehserie Dort an der Grenze)
- 1983: Die Geschwister Oppermann (Fernsehzweiteiler)
- 1983: Zwei Tote im Sender und Don Carlos im PoGl (Fernsehfilm)
- 1983: Die Kameraden des Koloman Wallisch (Fernsehfilm)
- 1983: So ein Theater (Fernsehfilm)
- 1984: Die Libelle (The little Drummer Girl)
- 1984: Streng vertraulich (Fernsehfilm)
- 1984: Der Leutnant und sein Richter (Fernsehzweiteiler)
- 1984: Versteckt
- 1984: Die zwei Gesichter des Januar
- 1984: Storm – Der Schimmelreiter (Fernsehfilm, Ko-Kamera)
- 1985: Das Diarium des Dr. Döblinger
- 1985: Maschenka
- 1986: Tatort – Leiche im Keller (Fernsehreihe)
- 1986: Anna und Franz. Eine Liebe in Europa (Fernsehfilm)
- 1987: Die Kolonie
- 1988: Schneller als das Auge
- 1988: Hemingway (Fernsehvierteiler)
- 1988: Cosi fan tutte (Fernsehfilm)
- 1989: Georg Elser – Einer aus Deutschland (Zusatzaufnahmen)
- 1989: Moffengriet – Liebe tut, was sie will (Fernsehfilm)
- 1990: Lippels Traum
- 1990: Der veruntreute Himmel (Fernsehfilm)
- 1991: Tote leben länger (Fernsehfilm)
- 1991: Colette
- 1992: Herr Ober!
- 1992: Otto – Der Liebesfilm
- 1993: Madame Bäurin (Fernsehfilm)
- 1993: Der rote Vogel (Fernsehserie)
- 1994: Die Männer vom K 3 – Ende eines Schürzenjägers (Fernsehserie)
- 1994: Kein Platz für Idioten (Fernsehfilm)
- 1994: Das Traumschiff – Dubai (Fernsehserie)
- 1994: Das Traumschiff – Mauritius (Fernsehserie)
- 1995: Gabriellas Rache (Fernsehfilm)
- 1996: Der Mann ohne Schatten – Das Monster (Fernsehserie)
- 1996: Der Mann ohne Schatten – Der Mörder unseres Vaters (Fernsehserie)
- 1996: Diebinnen (Fernsehfilm)
- 1997: Freunde (Fernsehfilm)
- 1997: Die Männer vom K3 – Zu viele Verdächtige (Fernsehserie)
- 1998: Der kleine Dachschaden (Fernsehfilm)
- 1998: Einmal leben (Fernsehfilm)
- 1998: Ein Mann stürzt ab (Fernsehfilm)
- 2001: Zum Glück verrückt – Eine unschlagbare Familie (Fernsehfilm)
- 2002: Jedermanns Fest (Fernsehfilm)

## Auszeichnungen
- 1968: Filmband in Gold (Kamera) für Das Schloß
- 1977: Premio Aladroque a la Mejor Fotografia Cartagena für Nordsee ist Mordsee
- 1984: Nominierung für den deutschen Kamerapreis
- 1988: ASC Award: Nomination Finalist (Outstanding Achievement in Cinematography) für Hemingway
- 1990: Nominierung für den deutschen Kamerapreis
- 1994: Nominierung für den deutschen Kamerapreis
- 2005: Gläserne Kamera, Ehrenpreis des Bundesverbandes Kamera